# 248183 Peisandros
248183 Peisandros è un asteroide troiano di Giove del campo troiano. Scoperto nel 2005, presenta un'orbita caratterizzata da un semiasse maggiore pari a 5,1715234 UA e da un'eccentricità di 0,0541165, inclinata di 15,01793° rispetto all'eclittica.
L'asteroide è dedicato a Pisandro, guerriero troiano figlio di Antimaco.